# Abrama
Abrama é uma vila no distrito de Valsad, no estado indiano de Guzerate.

## Demografia
Segundo o censo de 2001, Abrama tinha uma população de 21,035 habitantes. Os indivíduos do sexo masculino constituem 53% da população e os do sexo feminino 47%. Abrama tem uma taxa de alfabetização de 78%, superior à média nacional de 59.5%; com 57% para o sexo masculino e 43% para o sexo feminino. 12% da população está abaixo dos 6 anos de idade.